# Enakokotni mnogokotnik
Enakokótni mnogokótnik je v ravninski geometriji mnogokotnik pri katerem so vsi notranji koti enaki, oziroma skladni. Če so skladne tudi vse njegove stranice je mnogokotnik pravilen.
Edini enakokotni trikotnik je enakostranični trikotnik. Edini enakokotni štirikotniki so pravokotniki in kvadrat je posebni primer pravokotnika.
Ker je vsota notranjih kotov konveksnega mnogokotnika enaka:
{\displaystyle S_{n}=(n-2)\cdot 180^{\circ }\!\,}
za vsak enakokotni mnogokotnik s številom stranic {\displaystyle n>2\,} velja izrek, ki pravi, da je vsak njegov notranji kot enak:
{\displaystyle \alpha ={\frac {S_{n}}{n}}=360^{\circ }\left({\frac {1}{2}}-{\frac {1}{n}}\right)\!\,.}
Tako je pri vsakem enakokotnem mnogokotniku s številom stranic {\displaystyle n>2\,} velikost notranjih kotov enaka kot pri pravilnem mnogokotniku z enakim številom stranic {\displaystyle n\,}.
Posplošitev Vivianijevega izreka velja za poljubni enakokotni mnogokotnik::11
Vsota razdalj od poljubne notranje točke do oglišč enakokotnega mnogokotnika ni odvisna od njene lege in je invarianta mnogokotnika.
Pravokotnik (enakokotni štirikotnik) s celoštevilskimi dolžinami stranic se lahko pokrije z enotskimi kvadrati, enakokotni šestkotnik s celoštevilskimi dolžinami stranic pa z enotskimi enakostraničnimi trikotniki. Nekateri, vendar ne vsi, enakostranični dvanajstkotniki se lahko pokrijejo s kombinacijo enotskih kvadratov in enakostraničnih trikotnikov; preostali pa se lahko pokrijejo s tema dvema likoma skupaj z rombi z notranjima kotoma 30 in 150 stopinj.
Tetivni mnogokotnik je enakokoten, če in samo če sta dolžini izmeničnih stranic skladni (stranice 1, 3, 5, ... in stranice 2, 4, 6, ...). Če je {\displaystyle n\,} lih, je tetivni mnogokotnik enakokoten, če in samo če je pravilen.
Aritmetični mnogokotnik je enakokotni mnogokotnik, katerega dolžine stranic tvorijo (do ustrezne razporeditve) nedegenerirano aritmetično zaporedje.:695 Aritmetični mnogokotniki s številom stranic {\displaystyle 2^{n}\,} (OEIS A000079):
(1, 2), 4, 8, 16, 32, 64, 128, 256, 512, 1024, 2048, 4096, 8192, ...
ne obstajajo. Prav tako ne obstajajo, če je {\displaystyle n\,} tudi potenca praštevila (OEIS A000961)::1464
(2), 3, (4), 5, 7, (8), 9, 11, 13, (16), 17, 19, 23, 25, 27, 29, 31, (32), 37, 41, 43, 47, 49, 53, 59, 61, (64), 67, 71, 73, 79, 81, 83, 89, 97, ...
Aritmetični mnogokotniki pa obstajajo za vse druge sode {\displaystyle n\,},:697 za število stranic: (OEIS A054741):
6, 10, 12, 14, 18, 20, 22, 24, 26, 28, 30, 34, 36, 38, 40, 42, 44, 46, 48, 50, 52, 54, 56, 58, 60, 62, 66, ...
Tako aritmetični trikotniki, petkotniki ali sedemkotniki ne obstajajo. Za liho število stranic aritmetični mnogokotniki obstajajo, če {\displaystyle n\,} ni (praštevilo) in potenca praštevila (OEIS A061346):
15, 21, 33, 35, 39, 45, 51, 55, 57, 63, 65, 69, 75, 77, 85, 87, 91, 93, 95, 99, 105, 111, 115, ...,
ne obstajajo pa, če je {\displaystyle n\,} liha potenca praštevila (OEIS A061345):
(1), 3, 5, 7, 9, 11, 13, 17, 19, 23, 25, 27, 29, 31, 37, 41, 43, 47, 49, 53, 59, 61, 67, 71, 73, 79, 81, 83, 89, 97, 101, 103, 107, 109, 113, 121, 125, ...
Tako obstaja npr. aritmetični petnajstkotnik.